# Brasenføde-klassen
Brasenføde-klassen (Isoetopsida) er en klasse inden for Ulvefodsplanter. Alle nulevende planter hører til slægten Isoëtes (Brasenføde-slægten), med omkring 150 arter fordelt over hele jorden. De fleste arter er dog sjældne der, hvor de forekommer.
Til klassen Isoetopsida hørte også de forhistoriske Skæltræer og Segltræer, kæmpestore træer fra kultiden. Isoëtes deler visse usædvanlige egenskaber med skæltræerne, bl.a. i ved og bark.
| Ordener |

- Brasenføde-ordenen (Isoetales)

| Portal | Portal:Botanik |